# Publio Sempronio Sofo (cónsul 268 a. C.)
Publio Sempronio Sofo (en latín, Publius Sempronius Sophus) fue un magistrado romano, hijo del político homónimo Publio Sempronio Sofo, que alcanzó el consulado en 268 a. C. con Apio Claudio Ruso. Los dos cónsules guiaron a los romanos a la sumisión definitiva de los picenos, en la batalla de Ascoli. Fue elegido censor en 252 a. C.